# Station Huncoat
Huncoat is een spoorwegstation van National Rail in Huncoat, Hyndburn in Engeland. Het station is eigendom van Network Rail en wordt beheerd door Northern Rail. 